# Кёльрейтерия
Кёльрейтерия (лат. Koelreutéria) — род деревьев семейства Сапиндовые (Sapindaceae).
Название дано в честь ботаника Йозефа Готтлиба Кёльрейтера.
Листопадные деревья небольших или средних размеров (обычно до 12—15 м высотой), в природе распространены в Восточной Азии. Плод — трёхстворчатая коробочка длиной 3—6 см, цвет — от зелёного до красно-коричневого, с множеством чёрных семян.
В Северной Америке кёльрейтерия превратилась в инвазивный вид.

## Виды
По информации базы данных The Plant List, род включает 3 вида:
- Koelreuteria bipinnata Franch.
- Koelreuteria elegans (Seem.) A.C.Sm.
- Koelreuteria paniculata Laxm. typus[2] — Кёльрейтерия метельчатая